# Saison 2023 de la NFL
Navigation
Édition précédente Édition suivante
La saison 2023 de la NFL est la 104e de l'histoire de la National Football League.
La saison régulière débute le jeudi 7 septembre 2023 lors de l'annuel Kickoff Game avec les champions sortants, les Chiefs de Kansas City et se termine le dimanche 7 janvier 2024.
La phase finale débute le samedi 13 janvier 2024 et se conclut le dimanche 11 février 2024 par le Super Bowl LVIII qui se disputera à l'Allegiant Stadium de Paradise dans le Nevada.

## Draft
La draft 2023 s'est déroulée les 27, 28 et 29 avril 2023 à l'extérieur de la gare de Kansas City dans le Missouri.
La franchise des Bears de Chicago, qui a affiché le pire bilan de la saison régulière 2022, s'était vue attribuer le premier choix de la draft mais celui-ci a été échangé par les Bears aux Panthers de la Caroline.

## Fins de carrière

### Joueurs mémorables retraités de la NFL
- Tom Brady, quarterback, 24 saisons en NFL :
  - Joueur des Patriots de la Nouvelle-Angleterre (21 saisons, 2000-2019) et des Buccaneers de Tampa Bay (3 saisons, 2020-2022) ;
  - 15 × sélectionné au Pro Bowl ;
  - 6 × sélectionné All-Pro (3 × dans l'équipe type et 3 × dans la deuxième) ;
  - 7 × vainqueur du Super Bowl (XXXVI, XXXVIII, XXXIX, XLIX, LI, LIII et LV) ;
  - 5 × désigné MVP du Super Bowl (XXXVI, XXXVIII, XLIX, LI et LV) ;
  - 3 × MVP de la saison NFL (2007, 2010 et 2017) ;
  - 2 × meilleur joueur offensif de la saison (2007 et 2010)
  - 1 × désigné meilleur comeback de la saison en 2009.
- Antonio Brown, wide receiver, 12 saisons en NFL :
  - joueur des Steelers de Pittsburgh (9 saisons 2010-2018), des Patriots de la Nouvelle-Angleterre (1 saison, 2019) et des Buccaneers de Tampa Bay (2020-2021, 2 saisons) ;
  - 7 × sélectionné au Pro Bowl ;
  - 5 × sélectionné All-Pro (4 × dans l'équipe type et 1 × dans la deuxième) ;
  - vainqueur du Super Bowl LV.
- A. J. Green, wide receiver, 12 saisons en NFL :
  - joueur des Bengals de Cincinnati (10 saisons, 2011-2020) et des Cardinals de l'Arizona (2 saisons, 2021-2022) ;
  - 7 × sélectionné au Pro Bowl ;
  - 2 × sélectionné dans la deuxième équipe All-Pro.
- J. J. Watt, defensive end, 12 saisons en NFL :
  - joueur des Texans de Houston (10 saisons, 2011-2020) et des Cardinals de l'Arizona (2 saisons, 2021-2022) ;
  - 5 × sélectionné au Pro Bowl ;
  - 7 × sélectionné All-Pro (5 × dans l'équipe type et 2 dans la deuxième) ;
  - 3 × désigné meilleur joueur défensif de la saison (2012, 2014 et 2015) :
  - vainqueur du trophée Walter Payton en 2017.
- Gerald McCoy, defensive tackle, 12 saisons en NFL :
  - joueur des Buccaneers de Tampa Bay (2010-2018), des Panthers de la Caroline (2019) et des Raiders de Las Vegas (2021) ;
  - 6 × sélectionné au Pro Bowl ;
  - 3 × sélectionné All-Pro (1 × dans l'équipe type et 2 dans la deuxième) ;

### Autres joueurs
- Nasir Adderley, safety, 4 saisons (2019-2022), joueur des Chargers de Los Angeles ;
- Chris Banjo (en), safety, 10 saisons (2013-2022), joueur des Jaguars de Jacksonville (2013*), des Packers de Green Bay (2013–2016), des Saints de La Nouvelle-Orléans (2016–2018) et des Cardinals de l'Arizona (2019–2022) ;
- Austin Blythe (en), center, 7 saisons, joueur des Colts d'Indianapolis (2016), des Rams de Los Angeles (2017–2020), des Chiefs de Kansas City (2021) et des Seahawks de Seattle (2022)
- Donte Deayon (en), cornerback, joueur des Giants de New York (2016–2018) et des Rams de Los Angeles (2018–2021) ;
- Chad Henne, quarterback, 15 saisons, joueur des Dolphins de Miami (2008–2011), ds Jaguars de Jacksonville (2012–2017) et des Chiefs de Kansas City (2018–2022) ;
- Josh Lambo, placekicker, 8 saisons, joueur des Chargers de San Diego (2015–2016), des Jaguars de Jacksonville (2017–2021) et des Steelers de Pittsburgh (2021)* et des Titans du Tennessee (2022) ;
- Blake Martinez, inside linebacker, 7 saisons, joueur des Packers de Green Bay (2016–2019), des Giants de New York (2020–2021) et des Raiders de Las Vegas (2022) ;
- Devin McCourty, safety, 13 saisons, joueur des Patriots de la Nouvelle-Angleterre (2010–2022) ;
- Davis Webb (en), quarterback, 6 saisons, joueur des Giants de New York (2017, 2022), des Jets de New York (2018), des Bills de Buffalo (2019–2021) ;
- ainsi que Giovani Bernard (2013-2022), Dont'a Hightower (2012-2021), Jeremy Hill (2014-2020), Kevin Huber (2009-2022), Mark Ingram Jr. (2011-2022), Malik Jackson (2012-2021), Tony Jefferson (2013-2022), Brett Kern (2008-2022), Sony Michel (2018-2022), Alec Ogletree (2013-2021), Russell Okung (2010-2020), Corey Peters (2010-2022), John Ross (2017-2022).

## Décès notables

### Membres du Pro Football Hall of Fame
- Bobby Beathard (en) :
  - Décédé le 30 janvier 2023 à 86 ans[2] ;
  - Intronisé au Hall of Fame en 2018 ;
  - Directeur général des Redskins de Washington de 1978 jusqu'en 1989 et des Chargers de San Diego de 1990 jusqu'en 2000 ;
  - Directeur du personnel de 1972 jusqu'en 1977 chez les Dolphins de Miami ;
  - 4 x vainqueur d'un Super Bowl (VII, VIII, XVII et XXII) ;
- Bud Grant :
  - Décédé le 11 mars 2023 à 95 ans[3] ;
  - Intronisé au Hall of Fame en 1994 ;
  - Entraîneur principal des Vikings du Minnesota de 1967 jusqu'en 1983 et en 1985 ;
  - Remporte la finale NFL 1969 avec les Vikings ;
- Art McNally :
  - Décédé le 1er janvier 2023 à 97 ans[4] ;
  - Intronisé au Hall of Fame en 2022, devenant le premier membre du corps arbitral à recevoir cet honneur ;
  - Directeur de l'arbitrage de la NFL de 1968 jusqu'en 1991.

## Changements de personnel
| Équipes                 | 2022              | Intérimaire en 2022 | 2023            | Motif du départ |
| ----------------------- | ----------------- | ------------------- | --------------- | --------------- |
| Cardinals de l'Arizona  | Kliff Kingsbury   | -                   | Jonathan Gannon | Licencié        |
| Panthers de la Caroline | Matt Rhule        | Steve Wilks         | Frank Reich     | Licencié        |
| Broncos de Denver       | Nathaniel Hackett | Jerry Rosburg       | Sean Payton     | Licencié        |
| Texans de Houston       | Lovie Smith       | -                   | DeMeco Ryans    | Licencié        |
| Colts d'Indianapolis    | Frank Reich       | Jeff Saturday       | Shane Steichen  | Licencié        |

| Équipes                | Poste             | 2022         | 2023            | Motif du départ |
| ---------------------- | ----------------- | ------------ | --------------- | --------------- |
| Cardinals de l'Arizona | Directeur général | Steve Keim   | Monti Ossenfort | Motif médical   |
| Bears de Chicago       | Président         | Ted Phillips | Kevin Warren    | Retraite        |
| Titans du Tennessee    | Directeur général | Jon Robinson | Ran Carthon     | Licencié        |

## Calendrier
Les camps d'entraînement ont majoritairement débuté à partir du 26 juillet. L'avant saison a commencé le 3 août avec le match du Pro Football Hall of Fame.
La saison 2023 se déroule sur 18 semaines à partir du 7 septembre. Une équipe dispute 17 matchs de saison régulière et disposent donc d'une semaine de repos. La saison régulière se termine le 7 janvier 2024, les matchs de la 18e semaine mettant en présence des équipes d'une même division.
Chaque équipe rencontre :
- les 3 autres équipes de sa division (1 match à domicile et 1 match en déplacement) soit 6 matchs ;
- les 4 équipes d'une autre division de sa conférence soit 4 matchs ;
- les deux autres équipes de sa conférence ayant été classée à la même place dans leur division (si l'équipe a terminé 3e de sa division, elle rencontre les 3e des autres divisions, si 2e contre les 2e, etc.) soit 2 matchs ;
- les 4 équipes d'une division de l'autre conférence soit 4 matchs ;
- une équipe de l'autre conférence ayant été classée à la même place dans sa propre division soit 1 match.

Pour la saison 2023, le schéma final est donc le suivant :
| Matchs intra-conférences                                                              | Matchs inter-conférences (par division)                                               | Matchs inter-conférences (par position)                                               |
| ------------------------------------------------------------------------------------- | ------------------------------------------------------------------------------------- | ------------------------------------------------------------------------------------- |
| - AFC Est - AFC Ouest - AFC Nord - AFC Sud - NFC Est - NFC Ouest - NFC Nord - NFC Sud | - AFC Est - NFC Est - AFC Nord - NFC Ouest - AFC Sud - NFC Sud - AFC Ouest - NFC Nord | - NFC Est - AFC Ouest - NFC Nord - AFC Nord - NFC Sud - AFC Est - NFC Ouest - AFC Sud |

La saison 2023 comprend : 
- NFL Kickoff Game (en) : La saison 2023 débute le jeudi 7 septembre 2023 avec les champions sortants, les Chiefs de Kansas City[6] ;
- NFL International Series : Deuxième année du contrat de trois ans au cours duquel trois matchs se joueront au Stade de Wembley, avec Jacksonville[7], Buffalo et Tennessee désignées comme équipes jouant « à domicile »[8]. Le 19 janvier 2023, la ligue annonce également que deux matchs se joueront en Allemagne au Deutsche Bank Park de Francfort et/ou à l'Allianz Arena de Munich. Kansas City et New England seront les équipes qui y joueront « à domicile »[8].
- Thanksgiving : Comme c'est le cas depuis la saison 2006, trois matchs sont prévus le jeudi 23 novembre dont les traditionnels matchs de l'après midi où les Lions de Détroit et les Cowboys de Dallas recevront dans l'après-midi des équipes encore à désigner. Les équipes pour le match joué en primetime restent également à désigner. Dans le cadre d'un nouvel accord médiatique avec Amazon Prime Video, un match sera programmé pour la première fois, le vendredi après-midi après Thanksgiving[9].
- Christmas : Noël tombe un lundi en 2023. Dans ce cas, comme elle le fit en 2017, le match habituel du lundi soir sera déplacé au samedi 23 décembre, les matchs du dimanche après midi étant déplacés la veille de Noël (dont le match du traditionnel lundi soir). La ligue pourrait organiser trois matchs le jour de Noël comme en 2022 lesquels seraient retransmis par la Fox en fonction du calendrier prévu par les nouveaux contrats médiatiques[10],[11].
- 18e semaine : Deux matchs qui impliqueraient une qualification pour la phase finale seront déplacés au samedi 6 janvier 2024, respectivement à 16h30 et à 20h15 locales et seront diffusés sur ESPN, ABC et ESPN+. Un autre match ayant la même implication sera joué à 20h20 locales lors du NBC Sunday Night Football. Les autres matchs seront joués le dimanche après midi et diffusés sur CBS ou la Fox[12].

La série éliminatoire de 2023 débute par un tour de Wild Card (trois matchs de Wild Card par conférence) lors du weekend des 13, 14 et 15 janvier 2024. Le tour de Division se joue le week-end des 20 et 21 janvier, la meilleure franchise de chaque conférence recevant l'équipe de sa conférence restante la moins bien classée, les deux autres s'affrontant. Les gagnants de ces matchs jouent les finales de Conférence le 28 janvier et le Super Bowl LVIII se joue le 11 février à l'Allegiant Stadium de Paradise au Nevada.

## Évènements notables

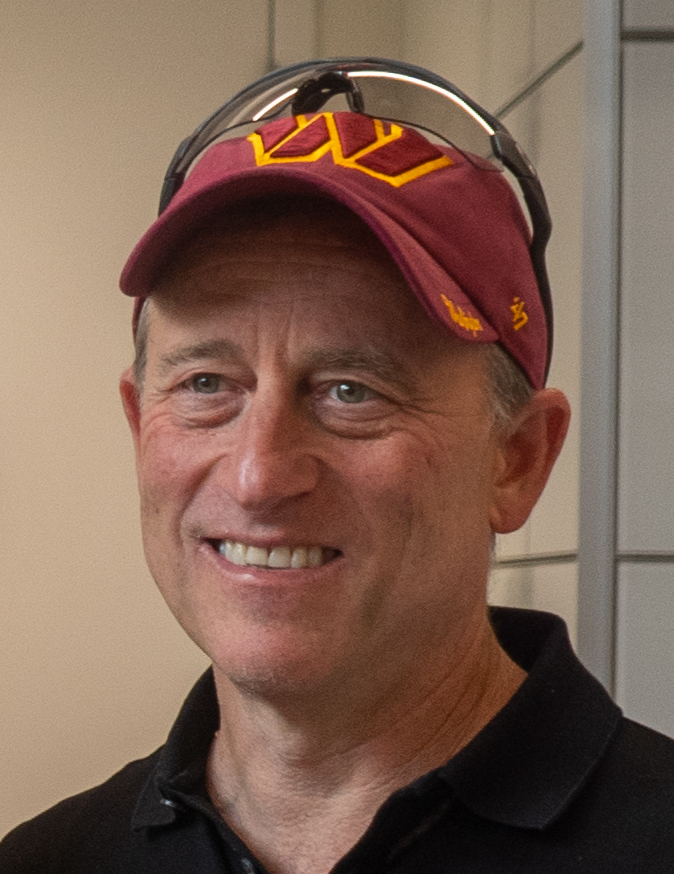
Josh Harris, responsable du groupe ayant racheté la franchise de Washington.

### Vente des Commanders de Washington
Soumis à une pression croissante de la part d'autres propriétaires de franchises, le propriétaire des Commanders, Daniel Snyder, a sollicité la société BofA Securities afin d'explorer d'éventuelles pistes pour revendre sa franchise dès novembre 2022,,.
En mai 2023, il s'accorde pour vendre les Commanders contre un montant de 6,05 milliards de dollars à un groupe d'investissement dirigé par Josh Harris (en), propriétaire des 76ers de Philadelphie de la NBA et des Devils du New Jersey de la LNH. Le groupe compte 20 associés dont Mitchell Rales (en) et Magic Johnson. Leur fortune combinée est estimée à 100 milliards de dollars,. Le montant de la vente représente le prix le plus élevé jamais payé pour une équipe sportive. Celle-ci est approuvée à l'unanimité par la NFL le 20 juillet 2023.

### Suspensions à la suite de jeux d'argent
Le 21 avril, la NFL suspend d'une part indéfiniment trois joueurs (le wide receiver Quintez Cephus (en) et le safety C. J. Moore (en) de Détroit ainsi que le defensive end Shaka Toney (en) de Washington), et d'autre part pour six matchs, deux autres joueurs (les wide receivers Jameson Williams (en) et Stanley Berryhill (en) de Detroit) à la suite d'une violation des règles de la ligue concernant la pratique de jeu et paris d'argent. Cephus et Moore sont licenciés plus tard par les Lions de Détroit.
Le 29 juin, la NFL suspend indéfiniment trois joueurs supplémentaires (le cornerback Isaiah Rodgers (en) et le linebacker Rashod Berry (en) d'Indianapolis, et le defensive lineman agent libre Demetrius Taylor (en)) pour avoir parié sur des matchs lors de la saison 2022. La ligue suspend également pour six ans l'offensive lineman Nicholas Petit-Frere (en) de Tennessee pour avoir enfreint les règles de la ligue en pariant sur des sports autres que la NFL alors qu'ils étaient présents au sein des infrastructures de son équipe. Le 24 juillet, le defensive lineman de Denver, Eyioma Uwazurike (en), est également suspendu indéfiniment pour avoir enfreint la politique de la ligue.
Tous les joueurs suspendus indéfiniment sont autorisés à demander leur réintégration après la saison 2023.

## Classements de la saison régulière
| AFC East                        | V. | D. | N. | V/D  | Div. | Conf. | Pts+ | Pts- | S. |
| ------------------------------- | -- | -- | -- | ---- | ---- | ----- | ---- | ---- | -- |
| (2) Bills de Buffalo            | 11 | 6  | 0  | 64,7 | 4–2  | 7–5   | 451  | 311  | 5V |
| (6) Dolphins de Miami           | 11 | 6  | 0  | 64,7 | 4–2  | 7–5   | 496  | 391  | 2D |
| Jets de New York                | 7  | 10 | 0  | 41,2 | 2–4  | 4–8   | 268  | 355  | 1V |
| Patriots de la Nvlle-Angleterre | 4  | 13 | 0  | 23,5 | 2–4  | 4–8   | 236  | 366  | 2D |

| NFC East                   | V. | D. | N. | V/D  | Div. | Conf. | Pts+ | Pts- | S. |
| -------------------------- | -- | -- | -- | ---- | ---- | ----- | ---- | ---- | -- |
| (2) Cowboys de Dallas      | 12 | 5  | 0  | 70,6 | 5–1  | 9–3   | 509  | 315  | 2V |
| (5) Eagles de Philadelphie | 11 | 6  | 0  | 64,7 | 4–2  | 7–5   | 433  | 428  | 2D |
| Giants de New York         | 6  | 11 | 0  | 35,3 | 3–3  | 5–7   | 266  | 407  | 1V |
| Commanders de Washington   | 4  | 13 | 0  | 23,5 | 0–6  | 2–10  | 329  | 518  | 8D |

| AFC North                  | V. | D. | N. | V/D  | Div. | Conf. | Pts+ | Pts- | S. |
| -------------------------- | -- | -- | -- | ---- | ---- | ----- | ---- | ---- | -- |
| (1) Ravens de Baltimore    | 13 | 4  | 0  | 76,5 | 3–3  | 8–4   | 483  | 280  | L1 |
| (5) Browns de Cleveland    | 11 | 6  | 0  | 64,7 | 3–3  | 8–4   | 396  | 362  | L1 |
| (7) Steelers de Pittsburgh | 10 | 7  | 0  | 58,8 | 5–1  | 7–5   | 304  | 324  | 3V |
| Bengals de Cincinnati      | 9  | 8  | 0  | 52,9 | 1–5  | 4–8   | 366  | 384  | 1V |

| NFC North                | V. | D. | N. | V/D  | Div. | Conf. | Pts+ | Pts- | S. |
| ------------------------ | -- | -- | -- | ---- | ---- | ----- | ---- | ---- | -- |
| (3) Lions de Détroit     | 12 | 5  | 0  | 70,6 | 4–2  | 8–4   | 461  | 395  | 1V |
| (7) Packers de Green Bay | 9  | 8  | 0  | 52,9 | 4–2  | 7–5   | 383  | 350  | 3V |
| Vikings du Minnesota     | 7  | 10 | 0  | 41,2 | 2–4  | 6–6   | 344  | 362  | 4D |
| Bears de Chicago         | 7  | 10 | 0  | 41,2 | 2–4  | 6–6   | 360  | 379  | 1D |

| AFC South               | V. | D. | N. | V/D  | Div. | Conf. | Pts+ | Pts- | S. |
| ----------------------- | -- | -- | -- | ---- | ---- | ----- | ---- | ---- | -- |
| (4) Texans de Houston   | 10 | 7  | 0  | 58,8 | 4–2  | 7–5   | 377  | 353  | 2V |
| Jaguars de Jacksonville | 9  | 8  | 0  | 52,9 | 4–2  | 6–6   | 377  | 371  | 1D |
| Colts d'Indianapolis    | 9  | 8  | 0  | 52,9 | 3–3  | 7–5   | 396  | 415  | 1D |
| Titans du Tennessee     | 6  | 11 | 0  | 35,3 | 1–5  | 4–8   | 305  | 367  | 1V |

| NFC South                     | V. | D. | N. | V/D  | Div. | Conf. | Pts+ | Pts- | S. |
| ----------------------------- | -- | -- | -- | ---- | ---- | ----- | ---- | ---- | -- |
| (4) Buccaneers de Tampa Bay   | 9  | 8  | 0  | 52,9 | 4–2  | 7–5   | 348  | 325  | 1V |
| Saints de La Nouvelle-Orléans | 9  | 8  | 0  | 52,9 | 4–2  | 6–6   | 402  | 327  | 2V |
| Falcons d'Atlanta             | 7  | 10 | 0  | 41,2 | 3–3  | 4–8   | 321  | 373  | 2D |
| Panthers de la Caroline       | 2  | 15 | 0  | 11,8 | 1–5  | 1–11  | 236  | 416  | 3D |

| AFC West                  | V. | D. | N. | V/D  | Div. | Conf. | Pts+ | Pts- | S. |
| ------------------------- | -- | -- | -- | ---- | ---- | ----- | ---- | ---- | -- |
| (3) Chiefs de Kansas City | 11 | 6  | 0  | 64,7 | 4–2  | 9–3   | 371  | 294  | W2 |
| Raiders de Las Vegas      | 8  | 9  | 0  | 74,1 | 4–2  | 6–6   | 332  | 331  | W1 |
| Broncos de Denver         | 8  | 9  | 0  | 47,1 | 3–3  | 5–7   | 357  | 413  | 1D |
| Chargers de Los Angeles   | 5  | 12 | 0  | 29,4 | 1–5  | 3–9   | 346  | 398  | 5D |

| NFC West                   | V. | D. | N. | V/D  | Div. | Conf. | Pts+ | Pts- | S. |
| -------------------------- | -- | -- | -- | ---- | ---- | ----- | ---- | ---- | -- |
| (1) 49ers de San Francisco | 12 | 5  | 0  | 70,6 | 5–1  | 10–2  | 491  | 298  | 1D |
| (6) Rams de Los Angeles    | 10 | 7  | 0  | 58,8 | 5–1  | 8–4   | 404  | 377  | 4V |
| Seahawks de Seattle        | 9  | 8  | 0  | 52,9 | 2–4  | 7–5   | 364  | 402  | 1V |
| Cardinals de l'Arizona     | 4  | 13 | 0  | 23,5 | 0–6  | 3–9   | 330  | 455  | 1D |

| No                                          | Franchise                      | Division | V  | D  | N | V/D  | Div | Conf | Pt + | Pt - | Dif  | S  |
| ------------------------------------------- | ------------------------------ | -------- | -- | -- | - | ---- | --- | ---- | ---- | ---- | ---- | -- |
| Leader de division                          |                                |          |    |    |   |      |     |      |      |      |      |    |
| 1                                           | z – Ravens de Baltimore        | North    | 13 | 4  | 0 | 76,5 | 3–3 | 8–4  | 483  | 280  | +203 | 1D |
| 2                                           | y – Bills de Buffalo           | East     | 11 | 6  | 0 | 64,7 | 4–2 | 7–5  | 451  | 311  | +140 | 5V |
| 3                                           | y – Chiefs de Kansas City      | West     | 11 | 6  | 0 | 64,7 | 4–2 | 9–3  | 371  | 294  | +77  | 2V |
| 4                                           | y – Texans de Houston          | South    | 10 | 7  | 0 | 58,8 | 4–2 | 7–5  | 377  | 353  | +24  | 2V |
| Wild Cards                                  |                                |          |    |    |   |      |     |      |      |      |      |    |
| 5                                           | Browns de Cleveland            | North    | 11 | 6  | 0 | 64,7 | 3–3 | 8–4  | 396  | 362  | +34  | 1D |
| 6                                           | Dolphins de Miami              | East     | 11 | 6  | 0 | 58,8 | 4–2 | 7–5  | 496  | 391  | +105 | 2D |
| 7                                           | Steelers de Pittsburgh         | North    | 10 | 7  | 0 | 58,8 | 5–1 | 7–5  | 304  | 324  | -20  | 3V |
| Non qualifiés pour les séries éliminatoires |                                |          |    |    |   |      |     |      |      |      |      |    |
| 8                                           | Bengals de Cincinnati          | North    | 9  | 8  | 0 | 52,9 | 1–5 | 4–8  | 366  | 384  | -18  | W1 |
| 9                                           | Jaguars de Jacksonville        | South    | 9  | 8  | 0 | 52,9 | 4–2 | 6–6  | 377  | 371  | +6   | 1D |
| 10                                          | Colts d'Indianapolis           | South    | 9  | 8  | 0 | 52,9 | 3–3 | 7–5  | 396  | 415  | -19  | 1D |
| 11                                          | Raiders de Las Vegas           | West     | 8  | 9  | 0 | 47,1 | 4–2 | 6–6  | 332  | 331  | -1   | 1V |
| 12                                          | Broncos de Denver              | West     | 8  | 9  | 0 | 47,1 | 3–3 | 5–7  | 357  | 413  | -56  | 1D |
| 13                                          | Jets de New York               | East     | 7  | 10 | 0 | 41,2 | 2–4 | 4–8  | 268  | 355  | -87  | 1V |
| 14                                          | Titans du Tennessee            | South    | 6  | 11 | 0 | 35,3 | 1–5 | 4–8  | 305  | 367  | -62  | 1V |
| 15                                          | Chargers de Los Angeles        | West     | 5  | 12 | 0 | 29,5 | 1–5 | 3–9  | 346  | 398  | -52  | 5D |
| 16                                          | Patriots de la Nlle-Angleterre | East     | 4  | 13 | 0 | 23,5 | 2–4 | 4–8  | 236  | 266  | -30  | 2D |

| No                                          | Franchise                     | Division | V  | D  | N | V/D  | Div | Conf | Pt + | Pt - | Dif  | S  |
| ------------------------------------------- | ----------------------------- | -------- | -- | -- | - | ---- | --- | ---- | ---- | ---- | ---- | -- |
| Leader de division                          |                               |          |    |    |   |      |     |      |      |      |      |    |
| 1                                           | z – 49ers de San Francisco    | West     | 12 | 5  | 0 | 70,6 | 5–1 | 10–2 | 491  | 298  | +193 | 1D |
| 2                                           | y – Cowboys de Dallas         | East     | 12 | 5  | 0 | 70,6 | 5–1 | 9–3  | 509  | 315  | +194 | 2V |
| 3                                           | y – Lions de Détroit          | North    | 12 | 5  | 0 | 70,6 | 4–2 | 8–4  | 461  | 395  | +66  | 1V |
| 4                                           | y – Buccaneers de Tampa Bay   | South    | 9  | 8  | 0 | 52,9 | 4–2 | 7–5  | 348  | 325  | -23  | 1V |
| Wild Cards                                  |                               |          |    |    |   |      |     |      |      |      |      |    |
| 5                                           | Eagles de Philadelphie        | East     | 11 | 6  | 0 | 64,7 | 4–2 | 7–5  | 433  | 428  | +5   | 2D |
| 6                                           | Rams de Los Angeles           | West     | 10 | 7  | 0 | 58,8 | 5–1 | 8–4  | 404  | 377  | +27  | 4V |
| 7                                           | Packers de Green Bay          | North    | 9  | 8  | 0 | 52,9 | 4–2 | 7–5  | 383  | 350  | -33  | 3V |
| Non qualifiés pour les séries éliminatoires |                               |          |    |    |   |      |     |      |      |      |      |    |
| 8                                           | Seahawks de Seattle           | West     | 9  | 8  | 0 | 52,9 | 2–4 | 7–5  | 364  | 402  | -38  | 1V |
| 9                                           | Saints de La Nouvelle-Orléans | South    | 9  | 8  | 0 | 52,9 | 4–2 | 6–6  | 402  | 327  | +75  | 2V |
| 10                                          | Vikings du Minnesota          | North    | 7  | 10 | 0 | 41,2 | 2–4 | 6–6  | 344  | 362  | -18  | 4D |
| 11                                          | Bears de Chicago              | North    | 7  | 10 | 0 | 41,2 | 2–4 | 6–6  | 360  | 379  | -19  | 1D |
| 12                                          | Falcons d'Atlanta             | South    | 7  | 10 | 0 | 41,2 | 3–3 | 4–8  | 321  | 373  | -52  | 2D |
| 13                                          | Giants de New York            | East     | 6  | 11 | 0 | 35,2 | 3–3 | 5–7  | 266  | 407  | -141 | 1V |
| 14                                          | Commanders de Washington      | East     | 4  | 13 | 0 | 23,5 | 0–6 | 2–10 | 329  | 518  | -189 | 8D |
| 15                                          | Cardinals de l'Arizona        | West     | 4  | 13 | 0 | 23,5 | 0–6 | 3–9  | 330  | 455  | -125 | 1D |
| 16                                          | Panthers de la Caroline       | South    | 2  | 15 | 0 | 11,8 | 1–5 | 1–11 | 236  | 416  | -180 | 3D |

## Série éliminatoire
La série éliminatoire de la saison 2023 commence par un tour de wild card. La tête de série numéro 1 de chaque conférence au terme de la saison régulière (seed 1) est exemptée de ce tour qui compte donc trois matchs à élimination directe par conférence joués le week-end du 13 au 15 janvier 2024.
La tête de série numéro 1 de chaque conférence joue ensuite contre la tête de série la plus basse qualifiée après le tour de wild card.
Celui-ci est programmé le week-end des 20 et 21 janvier 2024, la tête de série numéro 1 dans sa conférence recevant la moins bien classée de sa conférence, les deux autres qualifiés se rencontrant dans le stade de l'équipe la mieux classée.
Les gagnants se qualifient pour les finales de conférence programmées le 28 janvier 2024.
En conclusion de la saison, le Super Bowl LVIII se dispute le 11 février 2024 au Allegiant Stadium de Paradise au Nevada.
|  | Tour de wild card | Tour de wild card | Tour de wild card |               |              | Finales de division | Finales de division | Finales de division |  |   | Finales de conférence | Finales de conférence | Finales de conférence |    |  | Super Bowl LVIII | Super Bowl LVIII | Super Bowl LVIII |
|  |                   |                   |                   |               |              |                     |                     |                     |  |   |                       |                       |                       |    |  |                  |                  |                  |
|  | 6                 | Miami             | 7                 |               |              |                     |                     |                     |  |   |                       |                       |                       |    |  |                  |                  |                  |
|  | 3                 | Kansas City       | 26                |               |              |                     |                     |                     |  |   |                       |                       |                       |    |  |                  |                  |                  |
|  | 3                 | Kansas City       | 26                |               | 3            | Kansas City         | 27                  |                     |  |   |                       |                       |                       |    |  |                  |                  |                  |
|  |                   |                   |                   |               | 3            | Kansas City         | 27                  |                     |  |   |                       |                       |                       |    |  |                  |                  |                  |
|  |                   |                   | 2                 | Buffalo       | 24           |                     |                     |                     |  |   |                       |                       |                       |    |  |                  |                  |                  |
|  | 7                 | Pittsburgh        | 2                 | Buffalo       | 24           | 17                  |                     |                     |  |   |                       |                       |                       |    |  |                  |                  |                  |
|  | 7                 | Pittsburgh        |                   |               |              | 17                  |                     |                     |  |   |                       |                       |                       |    |  |                  |                  |                  |
|  | 2                 | Buffalo           | 31                |               |              |                     |                     |                     |  |   |                       |                       |                       |    |  |                  |                  |                  |
|  | 2                 | Buffalo           | 31                |               |              |                     |                     |                     |  | 3 | Kansas City           | 17                    |                       |    |  |                  |                  |                  |
|  | AFC               |                   |                   |               |              |                     |                     |                     |  | 3 | Kansas City           | 17                    |                       |    |  |                  |                  |                  |
|  |                   | 1                 | Baltimore         | 10            |              |                     |                     |                     |  |   |                       |                       |                       |    |  |                  |                  |                  |
|  | 5                 | 1                 | Baltimore         | 10            | Cleveland    | 14                  |                     |                     |  |   |                       |                       |                       |    |  |                  |                  |                  |
|  | 5                 |                   |                   |               | Cleveland    | 14                  |                     |                     |  |   |                       |                       |                       |    |  |                  |                  |                  |
|  | 4                 | Houston           | 45                |               |              |                     |                     |                     |  |   |                       |                       |                       |    |  |                  |                  |                  |
|  | 4                 | Houston           | 45                |               | 4            | Houston             | 10                  |                     |  |   |                       |                       |                       |    |  |                  |                  |                  |
|  |                   |                   |                   |               | 4            | Houston             | 10                  |                     |  |   |                       |                       |                       |    |  |                  |                  |                  |
|  |                   |                   | 1                 | Baltimore     | 34           |                     |                     |                     |  |   |                       |                       |                       |    |  |                  |                  |                  |
|  |                   |                   | 1                 | Baltimore     | 34           |                     |                     |                     |  |   |                       |                       |                       |    |  |                  |                  |                  |
|  |                   |                   |                   |               |              |                     |                     |                     |  |   |                       |                       |                       |    |  |                  |                  |                  |
|  |                   |                   |                   |               |              |                     |                     |                     |  |   |                       |                       |                       |    |  |                  |                  |                  |
|  |                   |                   |                   |               |              |                     |                     |                     |  |   |                       | A3                    | Kansas City           | 25 |  |                  |                  |                  |
|  |                   |                   |                   |               |              |                     |                     |                     |  |   |                       |                       |                       |    |  |                  |                  |                  |
|  |                   | N1                | San Francisco     | 22            |              |                     |                     |                     |  |   |                       |                       |                       |    |  |                  |                  |                  |
|  | 5                 | N1                | San Francisco     | 22            | Philadelphie | 9                   |                     |                     |  |   |                       |                       |                       |    |  |                  |                  |                  |
|  | 5                 |                   |                   |               | Philadelphie | 9                   |                     |                     |  |   |                       |                       |                       |    |  |                  |                  |                  |
|  | 4                 | Tampa Bay         | 32                |               |              |                     |                     |                     |  |   |                       |                       |                       |    |  |                  |                  |                  |
|  | 4                 | Tampa Bay         | 32                |               | 4            | Tampa Bay           | 23                  |                     |  |   |                       |                       |                       |    |  |                  |                  |                  |
|  |                   |                   |                   |               | 4            | Tampa Bay           | 23                  |                     |  |   |                       |                       |                       |    |  |                  |                  |                  |
|  |                   |                   | 3                 | Détroit       | 31           |                     |                     |                     |  |   |                       |                       |                       |    |  |                  |                  |                  |
|  | 6                 | LA Rams           | 3                 | Détroit       | 31           | 23                  |                     |                     |  |   |                       |                       |                       |    |  |                  |                  |                  |
|  | 6                 | LA Rams           |                   |               |              | 23                  |                     |                     |  |   |                       |                       |                       |    |  |                  |                  |                  |
|  | 3                 | Détroit           | 24                |               |              |                     |                     |                     |  |   |                       |                       |                       |    |  |                  |                  |                  |
|  | 3                 | Détroit           | 24                |               |              |                     |                     |                     |  | 3 | Détroit               | 31                    |                       |    |  |                  |                  |                  |
|  | NFC               |                   |                   |               |              |                     |                     |                     |  | 3 | Détroit               | 31                    |                       |    |  |                  |                  |                  |
|  |                   | 1                 | San Francisco     | 34            |              |                     |                     |                     |  |   |                       |                       |                       |    |  |                  |                  |                  |
|  | 7                 | 1                 | San Francisco     | 34            | Green Bay    | 48                  |                     |                     |  |   |                       |                       |                       |    |  |                  |                  |                  |
|  | 7                 |                   |                   |               | Green Bay    | 48                  |                     |                     |  |   |                       |                       |                       |    |  |                  |                  |                  |
|  | 2                 | Dallas            | 32                |               |              |                     |                     |                     |  |   |                       |                       |                       |    |  |                  |                  |                  |
|  | 2                 | Dallas            | 32                |               | 7            | Green Bay           | 21                  |                     |  |   |                       |                       |                       |    |  |                  |                  |                  |
|  |                   |                   |                   |               | 7            | Green Bay           | 21                  |                     |  |   |                       |                       |                       |    |  |                  |                  |                  |
|  |                   |                   | 1                 | San Francisco | 24           |                     |                     |                     |  |   |                       |                       |                       |    |  |                  |                  |                  |
|  |                   |                   | 1                 | San Francisco | 24           |                     |                     |                     |  |   |                       |                       |                       |    |  |                  |                  |                  |
|  |                   |                   |                   |               |              |                     |                     |                     |  |   |                       |                       |                       |    |  |                  |                  |                  |

## Récompenses

### Prix NFL
La 13e cérémonie honorifique de la NFL, récompensant les meilleurs acteurs de la saison 2023 s'est déroulée le 8 février 2024 au Resorts World Theatre, de Las Vegas dans le Nevada.
| Trophées                                                | Joueur                                                                                                  | Poste | Équipe |
| ------------------------------------------------------- | --- | --- | --- |
| Meilleur joueur de la NFL par l'Associated Press (MVP)  | Lamar Jackson                                                                                           | Quarterback | Baltimore |
| Meilleur joueur de la NFL par le Sporting News (MVP)    | Att. : Tyreek Hill                                                                                      | Wide receiver | Miami |
| Meilleur joueur de la NFL par le Sporting News (MVP)    | Déf. : Myles Garrett                                                                                    | Defensive end | Cleveland |
| Meilleur joueur de la NFL par PFWA (MVP)                | Lamar Jackson                                                                                           | Quarterback | Baltimore |
| MVP du Super Bowl                                       | Patrick Mahomes                                                                                         | Quarterback | Kansas City |
| Joueur offensif de l'année                              | Christian McCaffrey                                                                                     | Running back | San Francisco |
| Joueur défensif de l'année                              | Myles Garrett                                                                                           | Defensive end | Cleveland |
| Entraîneur de l'année                                   | Kevin Stefanski                                                                                         | Entraîneur | Cleveland |
| Entraîneur adjoint de l'année                           | Jim Schwartz                                                                                            | Coord. défensif | Cleveland |
| Rookie offensif de l'année                              | C. J. Stroud                                                                                            | Quarterback | Houston |
| Rookie défensif de l'année                              | Will Anderson Jr.                                                                                       | Defensive end | Houston |
| Meilleur revenant de la saison                          | Joe Flacco                                                                                              | Quarterback | Cleveland |
| Trophée Pepsi du meilleur rookie de l'année             | C. J. Stroud                                                                                            | Quarterback | Houston |
| Trophée Walter Payton du meilleur joueur NFL de l'année | Cameron Heyward                                                                                         | Defensive tackle | Pittsburgh |
| Trophée PFWA (en) du meilleur cadre NFL de l'année      | Brad Holmes                                                                                             | General manager | Détroit |
| Trophée Salute To Service présenté par USAA             | Joe Cardona                                                                                             | Long snapper | New England |
| Trophée Deacon Jones                                    | T. J. Watt                                                                                              | Linebacker | Pittsburgh |
| Trophée Sportsmanship Art Rooney                        | Bobby Wagner                                                                                            | Linebacker | Seahawks |
| Classe 2024 des intronisés au Pro Football Hall of Fame | Dwight Freeney Randy Gradishar Devin Hester Andre Johnson Steve McMichael Julius Peppers Patrick Willis | Defensive end/linebacker Linebacker Wide receiver/Kick returner Wide receiver Defensive tackle Defensive end/Linebacker Linebacker | Defensive end/linebacker Linebacker Wide receiver/Kick returner Wide receiver Defensive tackle Defensive end/Linebacker Linebacker |
| Source : NFL.com,                                       | | | |

### Joueurs All-Pro de l'Associated Press
Les joueurs suivants ont été sélectionnés dans l'équipe type no 1 All-Pro de l'Associated Press :
| Poste | Nom                 | Équipe   |
| ----- | ------------------- | -------- |
| QB    | Lamar Jackson       | Ravens   |
| RB    | Christian McCaffrey | 49ers    |
| FB    | Kyle Juszczyk       | 49ers    |
| WR    | Tyreek Hill         | Dolphins |
| WR    | CeeDee Lamb         | Cowboys  |
| WR    | Amon-Ra St. Brown   | Lions    |
| TE    | George Kittle       | 49ers    |
| LT    | Trent Williams      | 49ers    |
| LG    | Joe Thuney          | Chiefs   |
| C     | Jason Kelce         | Eagles   |
| RG    | Zack Martin         | Cowboys  |
| RT    | Penei Sewell        | Lions    |

| Poste | Nom                  | Équipe     |
| ----- | -------------------- | ---------- |
| DE    | Myles Garrett        | Browns     |
| DE    | T. J. Watt           | Steelers   |
| DT    | Aaron Donald         | Rams       |
| DT    | Chris Jones          | Chiefs     |
| LB    | Fred Warner          | 49ers      |
| LB    | Roquan Smith         | Ravens     |
| LB    | Quincy Williams (en) | Jets       |
| CB    | DaRon Bland          | Cowboys    |
| CB    | Sauce Gardner        | Jets       |
| SCB   | Trent McDuffie       | Chiefs     |
| S     | Kyle Hamilton        | Ravens     |
| S     | Antoine Winfield Jr. | Buccaneers |

| Poste | Nom                  | Équipe   |
| ----- | -------------------- | -------- |
| K     | Brandon Aubrey (en)  | Cowboys  |
| P     | A. J. Cole III       | Raiders  |
| KR    | Keisean Nixon (en)   | Packers  |
| PR    | Rashid Shaheed (en)  | Saints   |
| ST    | Miles Killebrew (en) | Steelers |
| LS    | Ross Matiscik (en)   | Jaguars  |

### Meilleurs joueurs de la semaine/du mois
| S./M. |                  | Attaque | Attaque  | Attaque             | Attaque | Attaque    | Attaque            |     | Défense  | Défense              | Défense | Défense    | Défense          | Défense |          | Équipes spéciales   | Équipes spéciales | Équipes spéciales | Équipes spéciales | Équipes spéciales | Équipes spéciales |
| S./M. | AFC              | AFC     | AFC      | NFC                 | NFC     | NFC        | AFC                | AFC | AFC      | NFC                  | NFC     | NFC        | AFC              | AFC     | AFC      | NFC                 | NFC               | NFC               |                   |                   |                   |
| S./M. | Joueur           | Pl.     | Équipe   | Joueur              | Pl.     | Équipe     | Joueur             | Pl. | Équipe   | Joueur               | Pl.     | Équipe     | Joueur           | Pl.     | Équipe   | Joueur              | Pl.               | Équipe            |                   |                   |                   |
| 1     | Tua Tagovailoa   | QB      | Dolphins | Brandon Aiyuk       | WR      | 49ers      | Jordan Whitehead   | S   | Jets     | Jessie Bates III     | S       | Falcons    | Xavier Gipson    | WR      | Jets     | Jake Elliott        | K                 | Eagles            |                   |                   |                   |
| 2     | Josh Allen       | QB      | Bills    | D'Andre Swift       | RB      | Eagles     | Alex Highsmith     | LB  | Steelers | Micah Parsons        | LB      | Cowboys    | Nick Folk        | K       | Titans   | Jake Camarda        | P                 | Buccaneers        |                   |                   |                   |
| 3     | De'Von Achane    | RB      | Dolphins | Kenneth Walker III  | RB      | Seahawkq   | Terrel Bernard     | LB  | Bills    | Aidan Hutchinson     | DE      | Lions      | Matt Gay         | C       | Colts    | Matt Prater         | K                 | Falcons           |                   |                   |                   |
| Sept. | Tua Tagovailoa   | QB      | Dolphins | Christian McCaffrey | RB      | 49ers      | T. J. Watt         | LB  | Steelers | Micah Parsons        | LB      | Cowboys    | Tyler Bass       | K       | Bills    | Jake Camarda        | P                 | Buccaneers        |                   |                   |                   |
| 4     | Josh Allen       | QB      | Bills    | Christian McCaffrey | RB      | 49ers      | Khalil Mack        | OLB | Chargers | Devon Witherspoon    | CB      | Seahawks   | Brandon McManus  | K       | Jaguars  | Jake Elliott        | K                 | Eagles            |                   |                   |                   |
| 5     | Ja'Marr Chase    | WR      | Bengals  | D. J. Moore         | WR      | Bears      | Maxx Crosby        | DE  | Raiders  | Fred Warner          | MLB     | 49ers      | Greg Zuerlein    | K       | Jets     | Blake Grupe         | K                 | Saints            |                   |                   |                   |
| 6     | Raheem Mostert   | RB      | Dolphins | Jared Goff          | QB      | Lions      | Blake Cashman      | LB  | Texans   | Jordan Hicks         | LB      | Vikings    | Dustin Hopkins   | K       | Browns   | Jamison Crowder     | WR                | Commanders        |                   |                   |                   |
| 7     | Lamar Jackson    | QB      | Ravens   | A. J. Brown         | WR      | Eagles     | Myles Garrett      | DE  | Browns   | Camryn Bynum         | S       | Vikings    | Dustin Hopkins   | K       | Browns   | Younghoe Koo        | K                 | Falcons           |                   |                   |                   |
| 8     | Joe Burrow       | QB      | Bengals  | Jalen Hurts         | QB      | Eagles     | Justin Simmons     | S   | Broncos  | Frankie Luvu         | LB      | Panthers   | Thomas Morstead  | P       | Jets     | Brandon Aubrey      | K                 | Cowboys           |                   |                   |                   |
| Oct.  | Tyreek Hill      | WR      | Dolphins | A. J. Brown         | WR      | Eagles     | Quincy Williams    | LB  | Jets     | Danielle Hunter      | LB      | Vikings    | Brandon McManus  | K       | Jaguars  | Brandon Aubrey      | K                 | Cowboys           |                   |                   |                   |
| 9     | C. J. Stroud     | QB      | Texans   | Joshua Dobbs        | QB      | Vikings    | Kenny Moore II     | CB  | Colts    | Paulson Adebo        | CB      | Saints     | Derius Davis     | WR      | Chargers | Tress Way           | P                 | Commanders        |                   |                   |                   |
| 10    | Devin Singletary | RB      | Texans   | CeeDee Lamb         | WR      | Cowboys    | Robert Spillane    | LB  | Raiders  | Nick Bosa            | DL      | 49ers      | Marvin Mims      | WR      | Broncos  | Jason Myers         | K                 | Seahawks          |                   |                   |                   |
| 11    | Trevor Lawrence  | QB      | Jaguars  | Brock Purdy         | QB      | 49ers      | Jalen Ramsey       | CB  | Dolphins | DaRon Bland          | CB      | Cowboys    | Reggie Gilliam   | FB      | Bills    | Ethan Evans         | P                 | Rams              |                   |                   |                   |
| 12    | Patrick Mahomes  | QB      | Chiefs   | Kyren Williams      | RB      | Rams       | Josh Allen         | DE  | Jaguars  | Jessie Bates III     | S       | Falcons    | Brandon McManus  | K       | Jaguars  | Jake Elliott        | K                 | Eagles            |                   |                   |                   |
| Nov.  | C. J. Stroud     | QB      | Texans   | Dak Prescott        | QB      | Cowboys    | Khalil Mack        | LB  | Chargers | Antoine Winfield Jr. | S       | Buccaneers | Wil Lutz         | K       | Broncos  | Cairo Santos        | K                 | Bears             |                   |                   |                   |
| 13    | Jake Browning    | QB      | Bengals  | Deebo Samuel        | WR      | 49ers      | Derek Stingley Jr. | CB  | Texans   | Antoine Winfield Jr. | S       | Buccaneers | J. K. Scott      | P       | Chargers | Jalen Reeves-Maybin | LB                | Lions             |                   |                   |                   |
| 14    | Zach Wilson      | QB      | Jets     | Tommy DeVito        | QB      | Giants     | Harold Landry      | LB  | Titans   | Ivan Pace Jr.        | LB      | Vikings    | Tylan Wallace    | WR      | Ravens   | Brandon Aubrey      | K                 | Cowboys           |                   |                   |                   |
| 15    | James Cook       | RB      | Bills    | Baker Mayfield      | QB      | Buccaneers | Bradley Chubb      | LB  | Dolphins | Julian Love          | S       | Seahawks   | Kaʻimi Fairbairn | K       | Falcons  | Eddy Piñeiro        | K                 | Panthers          |                   |                   |                   |
| 16    | Amari Cooper     | WR      | Browns   | Puka Nacua          | WR      | Rams       | Kyle Hamilton      | S   | Ravens   | Ifeatu Melifonwu     | S       | Lions      | Jason Sanders    | K       | Dolphins | Younghoe Koo        | K                 | Falcons           |                   |                   |                   |
| 17    | Lamar Jackson    | QB      | Ravens   | Jordan Love         | QB      | Packers    | Rasul Douglas      | CB  | Bills    | Tyrique Stevenson    | CB      | Bears      | Harrison Butker  | K       | Chiefs   | Gunner Olszewski    | WR                | Giants            |                   |                   |                   |
| 18    | C. J. Stroud     | QB      | Texans   | Jordan Love         | QB      | Packers    | T. J. Watt         | LB  | Steelers | Antoine Winfield Jr  | S       | Buccaneers | Deonte Harty     | WR      | Bills    | Jamie Gillan        | P                 | Giants            |                   |                   |                   |
| Dec.  | Lamar Jackson    | QB      | Ravens   | Christian McCaffrey | RB      | 49ers      | Derek Stingley Jr. | CB  | Texans   | Antoine Winfield Jr  | S       | Buccaneers | Sam Martin       | P       | Bills    | Brandon Aubrey      | K                 | Cowboys           |                   |                   |                   |

### Meilleur quarterback et running back de la semaine
| S. | Joueurs         | Équipe     |
| -- | --------------- | ---------- |
| 1  | Tua Tagovailoa  | Dolphins   |
| 2  | Geno Smith      | Seahawks   |
| 3  | Tua Tagovailoa  | Dolphins   |
| 4  | Josh Allen      | Bills      |
| 5  | Joe Burrow      | Bengals    |
| 6  | Jared Goff      | Lions      |
| 7  | Patrick Mahomes | Chiefs     |
| 8  | Jalen Hurts     | Eagles     |
| 9  | C. J. Stroud    | Texans     |
| 10 | Dak Prescott    | Cowboys    |
| 11 | Brock Purdy     | 49ers      |
| 12 | Dak Prescott    | Cowboys    |
| 13 | Brock Purdy     | 49ers      |
| 14 | Brock Purdy     | 49ers      |
| 15 | Baker Mayfield  | Buccaneers |
| 16 | Joe Flacco      | Browns     |
| 17 | Lamar Jackson   | Ravens     |
| 18 | Jordan Love     | Packers    |

| S. | Joueurs             | Équipe    |
| -- | ------------------- | --------- |
| 1  | Christian McCaffrey | 49ers     |
| 2  | Christian McCaffrey | 49ers     |
| 3  | De'Von Achane       | Dolphins  |
| 4  | Christian McCaffrey | 49ers     |
| 5  | Breece Hall         | Jers      |
| 6  | Raheem Mostert      | Dolphins  |
| 7  | D'Onta Foreman      | Bears     |
| 8  | Gus Edwards         | Ravens    |
| 9  | Keaton Mitchell     | Ravens    |
| 10 | Devin Singletary    | Texans    |
| 11 | Jaylen Warren       | Steelers  |
| 12 | Christian McCaffrey | 49ers     |
| 13 | James Conner        | Cardinals |
| 14 | Christian McCaffrey | 49ers     |
| 15 | James Cook          | Bills     |
| 16 | Khalil Herbert      | Bears     |
| 17 | Najee Harris        | Steelers  |
| 18 | Derrick Henry       | Titans    |

### Meilleur rookie de la semaine/du mois
| S. | Joueur        | Poste | Équipe   |
| -- | ------------- | ----- | -------- |
| 1  | Xavier Gipson | WR    | Jets     |
| 2  | Puka Nacua    | WR    | Rams     |
| 3  | De'Von Achane | RB    | Dolphins |
| 4  | Puka Nacua    | WR    | Rams     |
| 5  | De'Von Achane | RB    | Dolphins |
| 6  | Byron Young   | LB    | Rams     |
| 7  | Puka Nacua    | WR    | Rams     |
| 8  | Will Levis    | QB    | Titans   |
| 9  | C. J. Stroud  | QB    | Texans   |
| 10 | C. J. Stroud  | QB    | Texans   |
| 11 | Tommy DeVito  | QB    | Giants   |
| 12 | Jalin Hyatt   | WR    | Giants   |
| 13 | Sam LaPorta   | TE    | Lions    |
| 14 | Tommy DeVito  | QB    | Giants   |
| 15 | Sam LaPorta   | TE    | Lions    |
| 16 | Puka Nacua    | WR    | Rams     |
| 17 | Zay Flowers   | WR    | Ravens   |
| 18 | C. J. Stroud  | QB    | Texans   |

| Mois  | Attaque        | Attaque | Attaque | Défense            | Défense | Défense    |
| ----- | -------------- | ------- | ------- | ------------------ | ------- | ---------- |
| Mois  | Joueur         | Poste   | Équipe  | Joueur             | Poste   | Équipe     |
| Sept. | C. J. Stroud   | QB      | Texas   | Christian Gonzalez | CB      | Patriots   |
| Oct.  | Jordan Addison | WR      | Vikings | Devon Witherspoon  | CB      | Seahawks   |
| Nov.  | C. J. Stroud   | QB      | Texans  | Calijah Kancey     | DT      | Buccaneers |
| Dec.  | Puka Nakua     | WR      | Rans    | Kobie Turner       | DT      | Rams       |